# 유두체
유두체(乳頭體, mammillary body)는 사이뇌의 바닥에서 둥글게 볼록히 돌출한 돌기들로 시상하부의 일부분에서 좌우대칭을 이룬다. 해마에서 신경 섬유를 받아 시상(thalamus)과 뇌줄기(brain stem) 뒤판으로 섬유를 보낸다. 유두체는 젖꼭지 모양으로, 후각에 관여한다.

## 변연계와 뇌줄기
| |
| 대뇌변연계(limbic system): fornix(뇌궁), Caudate nucleus(꼬리핵), Thalamus(시상), Putamen(조가비핵), Globus pallidus(담창구), Mammillary body(유두체), Amygdala(편도체), Hippocampus(해마) 및 뇌줄기(brain stem): Midbrain(중간뇌), Pons(다리뇌), Medulla(숨뇌), Spinal cord(척수) |

## 같이 보기
- 꼬리핵
- 안쪽무릎핵
- 가쪽무릎핵
- 위둔덕 (superior colliculus, 상구)
- 아래둔덕
- 위올리브복합체 (superior olivary complex, 상올리브복합체, superior olivary nucleus, 위올리브핵, 상올리브핵)
- 아래올리브핵 (inferior olivary nucleus, 하올리브핵)